# Zao (Amerikaanse band)

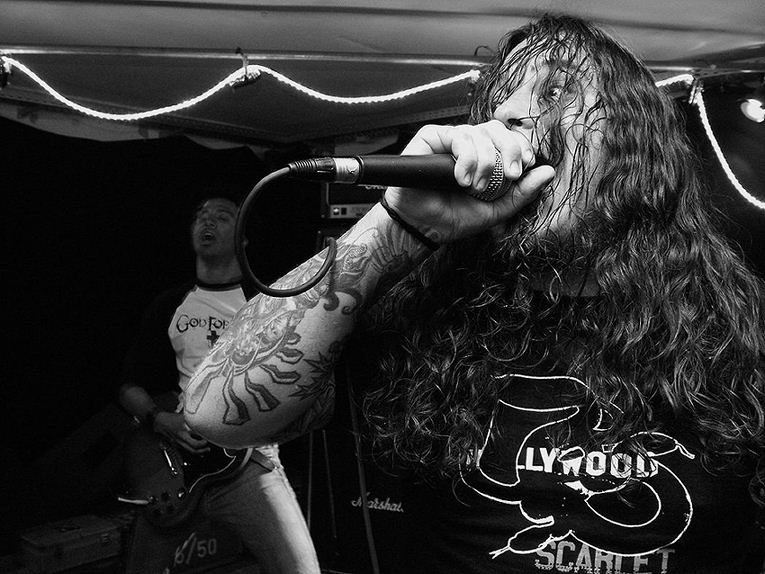
Frontman Daniel Weyandt

Zao is een Amerikaanse metalcore band, die in de loop van haar bestaan inmiddels evenveel veranderingen heeft ondergaan in bezetting als in haar muziekstijl. De band uit Ohio bestaat sinds 1995 en begon met zanger Shawn Jonas (tot 1997, nu Symphony In Peril) in de gelederen als doorsnee hardcore band, maar is mede door invloed van drummer Jesse Smith (in de band van 1996-2004) en excentrieke zanger Daniel Weyandt (sinds 1997) uitgegroeid tot toonaangevende experimentele metalcore band.

## Discografie
- The Tie That Binds 7" (1995, Steadfast), split met Outcast
- Treadwater 7" (1996, Steadfast), split met Through And Through
- All Else Failed CD (1996, Steadfast)
- The Splinter Shards The Birth Of Separation CD/LP (1997, Solid State)
- Where Blood And Fire Bring Rest CD (1998, Solid State)
- Liberate Te Ex Inferis CD (1999, Solid State)
- (Self-Titled) CD (2000, Solid State)
- Parade Of Chaos CD (2002, Solid State)
- All Else Failed 2003 CD (2003, Solid State) hun debuut opnieuw opgenomen
- Legendary CD (2004, Solid State) verzamelalbum
- The Funeral Of God CD (2004, Ferret/Roadrunner)
- The Fear Is What Keeps Us Here CD (2006, Ferret Records)
- Awake? CD (2009, Ferret Records)
- The Well-Intentioned Virus CD (2016, Observed/Observer Recordings)